# Leucocoryne
Leucocoryne es un género de plantas herbáceas, perennes y bulbosas perteneciente a la subfamilia Allioideae de las amarilidáceas. Comprende aproximadamente 45 especies, que se distribuyen en América. Una docena de especies se encuentran en Chile. Las hojas de todas las especies son largas y estrechas y tiene un olor como la cebolla. Las flores son de color azul, blanco o lila y se encuentran en umbelas.
Algunas especies se cultivan en jardines como plantas ornamentales.

## Taxonomía
El género fue descrito por John Lindley y publicado en Edwards's Botanical Register 1830. La especie tipo es: Leucocoryne odorata Lindl. 

## Especies seleccionadas
- Leucocoryne alliaceae
- Leucocoryne angustipetala
- Leucocoryne angusturae
- Leucocoryne appendiculata
- Leucocoryne arrayanensis
- Leucocoryne conferta
- Leucocoryne ixioides